# إيفيلين بويد غرانفيل
إيفيلين بويد غرانفيل (بالإنجليزية: Evelyn Boyd Granville)‏ هي رياضياتية وعَالِمَة حاسوب أمريكية، ولدت في 1 مايو 1924 في واشنطن العاصمة في الولايات المتحدة.

## وصلات خارجية
- إيفيلين بويد غرانفيل على موقع الموسوعة البريطانية (الإنجليزية)